# Coronel Martínez
Coronel Martínez è un centro abitato del Paraguay, situato nel Dipartimento di Guairá, a 136 km dalla capitale del paese, Asunción. Forma uno dei 17 distretti in cui è diviso il dipartimento.

## Popolazione
Al censimento del 2002 la località contava una popolazione urbana di 1.374 abitanti (6.526 nel distretto).

## Caratteristiche
Anticamente chiamata Estación Itapé, la località prese l'attuale nome, un omaggio ad un eroe della Guerra della triplice alleanza e fu elevata alla categoria di distretto l'11 giugno 1919.
La principale attività economica è la coltivazione della canna da zucchero.